# Sjökalkning

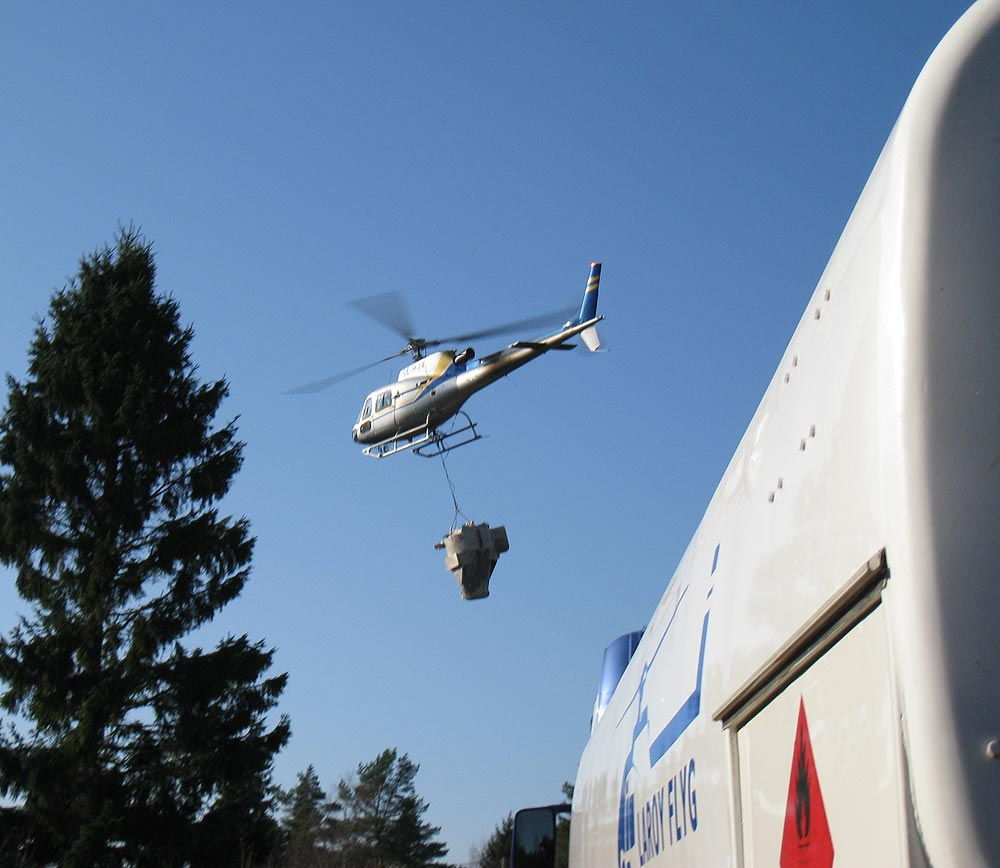
Kalkning med helikopter i Kungsbacka kommun

Sjökalkning innebär att strö kalk över en försurad sjö för att återställa dess pH-värde. För att upprätthålla det återställda pH-värdet i vattnet krävs kontinuerlig kalkning. Behovet att kalkning av sjöar i Sverige har minskat jämfört med när sjökalkning genomfördes för första gången i slutet av 1970-talet. Idag är behovet av sjökalkning mindre till följd av minskad försurning och högre kvalitet på dagens kalk. Dagens omfattning av sjökalkning är cirka 3 100 sjöar och 11 000 km vattendrag. Sverige är genom framgångsrik forskning världsledande inom sjökalkning.
Metoden anses effektiv om den genomförs på rätt sätt och bidrar då till bevarandet av fiskarter som inte överlever i en sur miljö. Dock förbrukas det tillsatta kalket i sjön efter bara några år. Om det sura nedfallet fortsätter behöver sjön kalkas igen. Trots att det sura nedfallet minskar krävs kontinuerlig kalkning för att upprätthålla pH-värdet. Hälften av mängden kalk sprids i sjöar, en fjärdedel i vattendrag med hjälp av kalkdoserare och en fjärdedel över våtmarker i anslutning till vattendrag. Vid kalkspridning i sjöar används till största del båt och helikopter. Vid sjökalkning används huvudsakligen bränd kalk, även kallat kalciumoxid.

## Bestämning av kalkbehov
För att avgöra kalkbehovet av en sjö eller ett vattendrag krävs flera provtagningspunkter i ett avrinningsområde så att kalkningen får den effekt som eftersträvas i sjön eller vattendraget. Provtagning sker genom mätningar av pH, alkalinitet och oorganiskt aluminium.

## Historia
Kalkning i sjöar och vattendrag inleddes år 1977 som en bidragsfinansierad försöksverksamhet. Resultaten var positiva och 1982 blev statsbidraget permanent med Naturvårdsverket som myndighet med huvudansvar. De följande 20 åren ökade kalkningen och i början av 2000-talet spreds det årligen ca 200 000 ton kalk.
Nedfallet av försurande sulfat över Sverige har minskat med över 80 procent under de senaste 25 åren. Antalet försurade vatten har därför minskat och kalkning har kunnat avslutas i många vatten. Även kalkanvändningen har kunnat reduceras. Under 2015 spreds knappt 108 000 ton, vilket är en minskning med 45 procent sedan början av 2000-talet.
I Götaland och västra Svealand sprids de största kalkmängderna. Där är skogsmarkens motståndskraft starkt nedsatt som följd av stort historiskt nedfall av försurande ämnen.

## Problem med kalkning
Det kan även förekomma nackdelar med sjökalkning men de är ovanliga. Problem som kan uppstå vid kalkning med doserare är att kalkens upplösning inte är tillräckligt snabb. Detta medför sedimenterat kalk vilket ger minskat kalkutnyttjande och kan orsaka igensatta sjöbottnar. För hög kalkhalt kan leda till överkalkning. Överkalkning kan leda till att onaturliga djur- och växtsamhällen etableras. 

## Uppföljning
Det satsas årligen drygt 30 miljoner kronor på uppföljning av effekterna från de kalkningar som genomförts. Länsstyrelsen ansvarar för regionala uppföljningen medan Havs- och vattenmyndigheten ansvarar för den nationella.
Syftet med regionala uppföljningen är att kontrollera om de vattenkemiska och biologiska målen med kalkning uppnås. Uppföljningen kan även bidra till underlag om huruvida kalkningen ska ökas eller avslutas.
Den vattenkemiska uppföljningens mål är att upptäcka eventuell förekomst av låga pH- värde medan den biologiska uppföljningen är mer inriktad på fisk, bottendjur och påväxtalger. I vissa fall följs även flodkräfta och flodpärlmussla.
Syftet med den nationella uppföljningen är att hålla koll och bedöma om naturliga ekosystem återskapas, bedöma hur biologin påverkats vid avslutad kalkning samt kartlägga de långsiktiga vegetationsförändringarna.